# Mycteroperca rubra
Mycteroperca rubra é uma espécie de peixe da família Serranidae.

## Distribuição geográfica
Pode ser encontrada nos seguintes países: Albânia, Angola, Antilhas Holandesas, Argélia, Benim, Bósnia e Herzegovina, Cabo Verde, Camarões, República do Congo, República Democrática do Congo, Croácia, Chipre, Costa do Marfim, Egipto, Eslovénia, Espanha, Guiné Equatorial, Gabão, Gâmbia, Gana, Gibraltar, Grécia, Guiné, Guiné-Bissau, Israel, Itália, Líbano, Libéria, Líbia, Malta, Marrocos, Mauritânia, Montenegro, Nicarágua, Nigéria, Portugal, Sahara Ocidental, São Tomé e Príncipe, Senegal, Sérvia, Serra Leoa, Síria, Togo, Tunísia e Turquia.